# A Vênus das Peles
A Vênus das Peles (título original: Venus im Pelz) é uma novela literária de 1870 e a obra mais famosa do escritor austríaco Leopold von Sacher-Masoch. A novela faz parte da coleção de livros de Sacher-Masoch chamada O Legado de Caim, na qual A Vênus das Peles faz parte do primeiro volume.

## Antecedentes e desenvolvimento

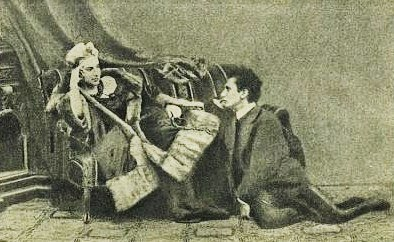
Fanny Pistor segurando um chicote com Sacher-Masoch no chão.

Os temas centrais da obra, como dominação feminina e sadomasoquismo, foram fortemente inspirados na própria vida do autor. Wanda von Dunajew, a personagem feminina central, foi inspirada em Fanny Pistor, uma escritora literária emergente. Os dois se conheceram quando Pistor contatou Sacher-Masoch, sob o nome falso e título fictício de Baronesa Bogdanoff, para sugestões sobre como melhorar sua escrita para torná-la adequada para publicação.
Durante seis meses, os dois acabaram se envolvendo num relacionamento de dominação e submissão e estabeleceram um contrato que dizia que Sacher-Masoch seria o servo de Pistor e que ela poderia puní-lo da maneira que achasse mais adequada, mas que usaria roupas de pele animal enquanto o dominava. O contrato, datado de 8 de dezembro de 1869, também previa que Sacher-Masoch pudesse separar uma pequena parte de seu dia para se dedicar à um trabalho que ele viria a escrever. Esse trabalho que ele escreveu durante os seis meses de relacionamento foi lançado em 1870 com o nome de Venus im Pelz.
Apesar do relacionamento de Pistor e Sacher-Masoch ter servido de inspiração para o livro, há diferenças significativas entre o contrato que foi assinado na vida real e o contrato fictício dos personagens Severin e Wanda von Dunajew. A primeira diferença é a condição que diz que “Sra. Pistor não pode exigir nada que seja desonroso a ele”, sendo que na obra não existe nenhuma condição que impeça isso. A segunda diferença é que “ela deve deixá-lo durante seis horas diárias para que ele realize seu trabalho e ela nunca olhará suas cartas ou escritas”. Por fim, o contrato com Pistor indica uma duração de seis meses enquanto o contrato da obra fica sob decisão da dominadora quando deve acabar.

## Sinopse

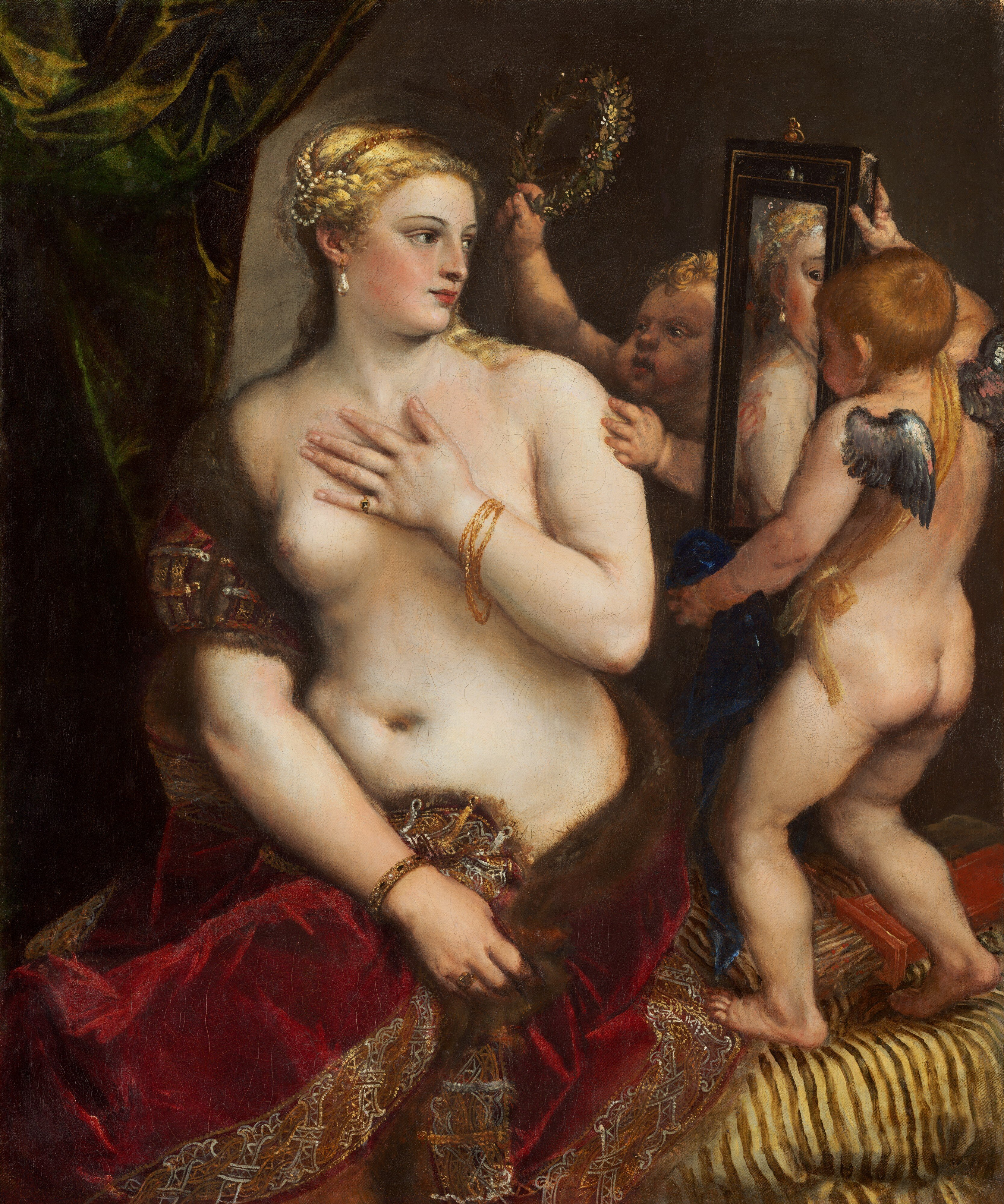
A pintura Vênus com um espelho de Ticiano é a obra que inspira Severin na história.

A história central da novela é introduzida através de uma narrativa moldura. Tudo começa com um sonho de um narrador sem nome, onde ele tem um dialógo com Vênus, a deusa romana do amor. Eles discutem como a natureza cruel das mulheres afeta o desejo dos homens. O narrador desperta de seu sonho e vai a um encontro marcado com seu amigo Severin von Kusiemski.
Na casa de Severin, o narrador se depara com uma pintura à óleo de Vênus que o faz lembrar de seu sonho. Após ouvir o narrador contar sobre seu sonho, Severin diz que se uma mulher não é subserviente a um homem, ele deve ser subserviente a ela, e mostra ao narrador um manuscrito escrito por ele chamado "Confissões de um homem suprassensual".
No manuscrito, vemos que o personagem central, também chamado Severin, apaixona-se por Wanda von Dunajew num resort nos Cárpatos. Ela o ama também, mas o avisa que se cansará dele e ficará despótica. Ele abraça essa ideia e propõe que ele seja seu escravo. Após muita insistência de Severin, Wanda concorda, redigindo um contrato dando a ela controle absoluto sobre ele. A única condição de Severin é que ela às vezes vista roupas de pele animal e finja ser a deusa do amor.
No início, Wanda exerce seu poder com hesitação, mas aos poucos ela começa a gostar da posição dominante e se torna cada vez mais sádica. Ela dá a ele um novo nome, Gregor, e os dois partem de trem para a cidade de Florença, na Itália.
Em Florença, Wanda se apaixona por outro homem. Ela expressa suas intenções de que Severin também torne-se escravo de seu amante, mas ele recusa. Após isso, o relacionamento de Wanda e Severin encerra-se e ela o liberta de seu contrato.
A história é trazida de volta para o mundo real, onde Severin e o narrador sem nome conversam sobre o manuscrito. A moral da história, de acordo com Severin, é que no estado atual, a mulher só pode ser escrava ou déspota do homem, nunca sua companheira. Isso pode mudar apenas quando a mulher tem os mesmos direitos que o homem e é igual a ele na educação e no trabalho.

## Impacto cultural
Em 1886, o psiquiatra alemão Richard von Krafft-Ebing publicou o estudo forense Psychopathia Sexualis. Neste estudo, os prazeres em sentir dor e humilhação relatados por Sacher-Masoch em A Vênus das Peles fizeram com que Krafft-Ebing criasse a palavra "masoquismo" para descrever tais desejos. Porém, o escritor não gostou de ver seu nome sendo utilizado para criar esse termo.
A influência de A Vênus das Peles no mundo do sadomasoquismo fez com que o filósofo francês Gilles Deleuze publicasse o livro Présentation de Sacher-Masoch, em 1967, com a finalidade de examinar o trabalho de Sacher-Masoch. No estudo, Deleuze reconhece Sacher-Masoch como grande escritor e exalta a importância de sua obra, além de entrar no campo psicanalítico a fim de discutir a natureza do masoquismo. O livro de Deleuze foi traduzido e lançado no Brasil em 2009 com o nome de Sacher-Masoch: o Frio e o Cruel.
No álbum de estreia de The Velvet Underground, The Velvet Underground & Nico de 1967, a banda lançou uma música sobre sadomasoquismo e bondage chamada "Venus in Furs", inspirada na obra de Sacher-Masoch. Steven Severin, co-fundador da banda Siouxsie and the Banshees, utiliza o sobrenome artístico "Severin" por causa do personagem de A Vênus das Peles que é citado na música de The Velvet Underground.
Os protocolos adotados por Severin na história são geralmente tidos como um elemento precursor do masoquismo que influenciou a imaginação popular ao longo da história da comunidade BDSM. Um exemplo disso é a utilização de um contrato de dominação e submissão no relacionamento de Wanda e Severin, algo que viria a ser um elemento importante em relacionamentos BDSM em geral.

## Adaptações
A obra já foi adaptada para o cinema diversas vezes. Sua primeira adaptação cinematográfica ocorreu em 1967 com Venus in Furs, um filme sexploitation americano dirigido por Joe Marzano.
Dois anos depois, foi lançado Venere in pelliccia, drama erótico italiano dirigido por Massimo Dallamano e estrelado por Laura Antonelli e Régis Vallée. O filme foi originalmente lançado apenas na Alemanha Ocidental e foi censurado na Itália por conter cenas de sexo consideradas muito pesadas. O filme só foi ser lançado nos cinemas italianos em 1975 com o título Le malizie di Venere, numa versão com muitas cenas cortadas e com a introdução de novas cenas gravadas pelo diretor Paolo Heusch, que tranformaram o enredo do filme num giallo.
No ano de 1984, Guido Crepax adaptou o livro para histórias em quadrinhos em Venere in pelliccia, que foi publicada pela Olympia Press em Milão.
Em 1985, Monika Treut fez sua estreia como diretora de cinema com o lançamento do filme alemão Verführung: Die grausame Frau. O filme, baseado em A Vênus das Peles, foi lançado um ano após Treut escrever sua tese de doutorado A imagem da mulher nas obras de Marquis de Sade e Leopold von Sacher-Masoch.
Na década seguinte, o filme independente holandês Venus in Furs foi lançado e exibido em 1994 em diversos festivais, entre eles o Festival Internacional de Cinema de Roterdão e a Mostra Internacional de Cinema de São Paulo.
Nos teatros, a obra de Sacher-Masoch foi adaptada em Im Pelz, uma peça alemã de Katharina Schmitt que estreou no Schauspiel Leipzig em 2009.
A obra também serviu de inspiração para a peça de David Ives chamada Venus in Fur, que teve sua estreia off-Broadway em 2010 e na Broadway em 2011. A peça foi encenada por Nina Arianda e Wes Bentley e venceu diversos prêmios, incluindo o Tony Award de Melhor Atriz para Nina Arianda e a indicação ao Tony Award de Melhor Peça.
Em 2013, Roman Polanski dirigiu o filme francês La Vénus à la fourrure (lançado no Brasil como A Pele de Vênus e em Portugal como Vénus de Vison), baseado na peça de David Ives. O filme foi um sucesso de crítica, sendo indicado à Palma de Ouro no Festival de Cannes 2013 e vencendo na categoria Melhor Diretor no César de 2014.